# L'aereo impazzito
L'aereo impazzito (Plane Crazy) è un cortometraggio animato del 1928 diretto da Walt Disney e Ub Iwerks. Ispirato all'impresa dell'anno precedente di Charles Lindbergh, rappresenta il primo cortometraggio d'animazione della serie Mickey Mouse, oltre alla prima apparizione dei personaggi di Topolino e Minni.
Il film fu proiettato in versione muta il 15 maggio 1928 a Hollywood, ma non riuscì a trovare un distributore; una versione sonora fu poi distribuita dalla Celebrity Productions il 17 marzo 1929, dopo che erano già usciti Steamboat Willie, Topolino gaucho e I due cavalieri di Minni. Nel marzo 2000 fu inserito, senza i titoli di testa e di coda, nel film di montaggio direct-to-video I capolavori di Minni.

## Trama
Per emulare Charles Lindbergh, la cui impresa aveva fatto il giro del mondo, Topolino si costruisce un aeroplano, che però viene distrutto durante il volo di prova. Topolino ne crea subito un altro modificando la propria auto, quindi chiede a Minni di unirsi a lui nel primo volo dopo che lei gli ha regalato un ferro di cavallo come portafortuna. I due fanno un volo fuori controllo, con situazioni impossibili ed esagerate (ad esempio Topolino è proiettato fuori bordo, ma poi rientra nel velivolo camminando sul nulla, una mucca "cavalca" brevemente il velivolo). Una volta riacquistato il controllo, Topolino cerca più volte di baciare Minni, ma lei ne rifiuta i corteggiamenti.
Per prenderla di sorpresa, Topolino la bacia dopo averla gettata fuori dall'aereo e riacchiappata: Minni poi si paracaduta con i suoi calzoncini; mentre è distratto da lei, Topolino perde il controllo dell'aereo e si schianta contro un albero. Appena Minni torna a terra, Topolino ride divertito, così lei lo abbandona offesa. Rimasto solo, Topolino getta via con rabbia il ferro di cavallo che Minni gli ha regalato, ma questo torna indietro come un boomerang e lo colpisce al collo, facendolo cadere a terra svenuto.

## Distribuzione

### Edizioni home video

#### VHS
America del Nord
- Minnie (1984)

Italia
- Minni (giugno 1985)

#### DVD
Una volta restaurato, il cortometraggio fu distribuito in DVD nel primo disco della raccolta Topolino in bianco e nero, facente parte della collana Walt Disney Treasures e uscita negli Stati Uniti il 4 dicembre 2001 e in Italia il 21 aprile 2004. Il corto è stato incluso anche nel secondo disco di un'altra raccolta della collana, Le avventure di Oswald il coniglio fortunato, uscita negli Stati Uniti l'11 dicembre 2007 e in Italia il 27 maggio 2009, e nel DVD Topolino vintage, uscito negli Stati Uniti il 12 luglio 2005 e in Italia il 20 novembre 2013.

## Influenza culturale
- L'aereo impazzito servì da ispirazione per la prima parte di Topolino nell'isola misteriosa, la prima storia a fumetti Disney, pubblicata nel 1930.[5]
- Nella serie televisiva La casa di Topolino, Topolino vola regolarmente con l'aereo del film, che viene chiamato "aerotopolo".